# Bernardo de Havestadt
Bernardo de Havestadt foi um padre jesuíta, músico e linguista da Alemanha, ativo no Chile na segunda metade do século XVIII. Deixou o primeiro tratado sobre a língua dos mapuches do Chile, Chilidúǵu, sive tractatus linguae Chilensis, publicado em dois volumes em Münster em 1777, onde está incluído o Cancioneiro Chilidungu.